# 야마모토 오타
야마모토 오타(일본어: 山本 桜大, 2004년 6월 4일~)는 일본의 축구 선수이다.

## 구단 경력
그는 2023년 J1리그의 가시와 레이솔에 입단했다. 2023년에 천황배 준우승. 2024년 8월 J2리그의 도치기 SC로 이적했다. 2025년 레노파 야마구치 FC로 이적했다.